# Black Daisy
Black Daisy war eine irische Pop-Rock-Girlband aus Dublin.

## Geschichte
2005 erschien die erste selbstkomponierte Single Take You Over als Promoversion inklusive Videoclip beim britischen Label MDM Records. Erst 2008 erschien eine weitere Veröffentlichung, die EP Disturbing New Fashion, bis dahin war Lesley-Ann Halvey die Frontsängerin. 2009 verließ die Gitarristin Stephanie Caffrey die Gruppe.
Die Band gewann zusammen mit der Sängerin Sinéad Mulvey die irische Vorentscheidungsshow zum Eurovision Song Contest 2009 mit dem rockigen Titel Et Cetera. Das Gespann scheiterte aber in Moskau mit Platz 11 im zweiten Halbfinale fürs Finale.

## Diskografie
- 2005: Take You Over (Promo)
- 2008: Disturbing New Fashion (EP)
- 2009: Et Cetera (Single, mit Sinéad Mulvey)